# Atlapetes rufinucha
Atlapetes rufinucha là một loài chim trong họ Emberizidae.